# 艾尼斯-蒙日洛斯
艾尼斯-蒙日洛斯（法語：Ainhice-Mongelos，法語發音：[ajnis mɔ̃ʒlɔs]）是法国大西洋比利牛斯省的一个市镇，属于巴约讷区。该市镇于1790-1794年间由艾尼斯（Ainhice）和蒙日洛斯（Mongelos）合并而成。

## 地理
艾尼斯-蒙日洛斯（43°12'19"N, 1°9'21"W）面积10.3 平方千米，位于法国新阿基坦大区大西洋比利牛斯省，该省份为法国东南部省份，涵盖了贝阿恩与北巴斯克，西临大西洋比斯開灣，北至朗德省，东北接热尔省，东临上比利牛斯省，南与西班牙接壤。
与艾尼斯-蒙日洛斯接壤的市镇（或旧市镇、城区）包括：比斯坦斯-伊里贝里、加马尔特、雅克叙、拉卡尔、朗塔巴特、拉瑟沃-阿罗斯-锡比茨、叙埃斯坎。
艾尼斯-蒙日洛斯的时区为UTC+01:00、UTC+02:00（夏令时）。

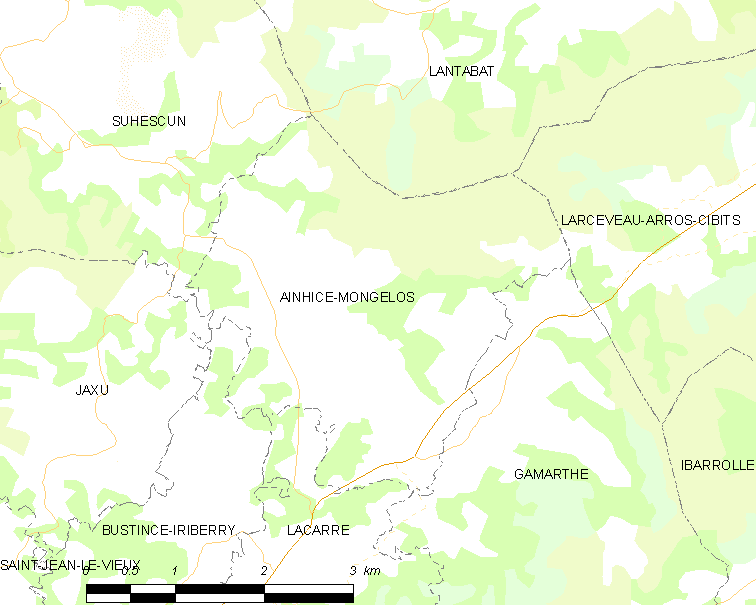
艾尼斯-蒙日洛斯的OSM定位图

## 行政
艾尼斯-蒙日洛斯的邮政编码为64220，INSEE市镇编码为64013。

## 政治
艾尼斯-蒙日洛斯所属的省级选区为巴斯克山地县。

## 人口

1962-2008年间艾尼斯-蒙日洛斯人口变化图示

艾尼斯-蒙日洛斯于2022年1月1日时的人口数量为167人。